# Stanko Zečević
Stanko Zečević (Kiseljak, 5 de julio de 1994 - Sarajevo, 27 de marzo de 2013) fue un jugador de fútbol profesional bosnio que jugaba como centrocampista.

## Biografía
Stanko Zečević debutó como jugador profesional a la edad de 16 años el 26 de noviembre de 2011 con el FK Slavija en un partido contra el FK Sloboda Tuzla en el que el equipo perdió por 1-0. Permaneció en el club durante dos temporadas, hasta el 27 de marzo de 2013, fecha en la que falleció. Además jugó con la selección de fútbol de Bosnia y Herzegovina sub-21.

## Muerte
Stanko Zečević falleció el 27 de marzo de 2013 a la edad de 18 años tras sufrir un paro cardíaco.

## Clubes
| Club       | País                 | Año         |
| ---------- | -------------------- | ----------- |
| FK Slavija | Bosnia y Herzegovina | 2011 - 2013 |